# Северная (приток Нижней Тунгуски)
Се́верная — река на севере Красноярского края, правый приток Нижней Тунгуски (бассейн Енисея).
Длина — 331 км, площадь водосборного бассейна — 21 200 км². Бо́льшая часть нижнего течения формирует административную границу между Туруханским и Эвенкийским районами. Замерзает в октябре, вскрывается в конце мая. Река протекает по ущельям плато Путорана Среднесибирского плоскогорья.

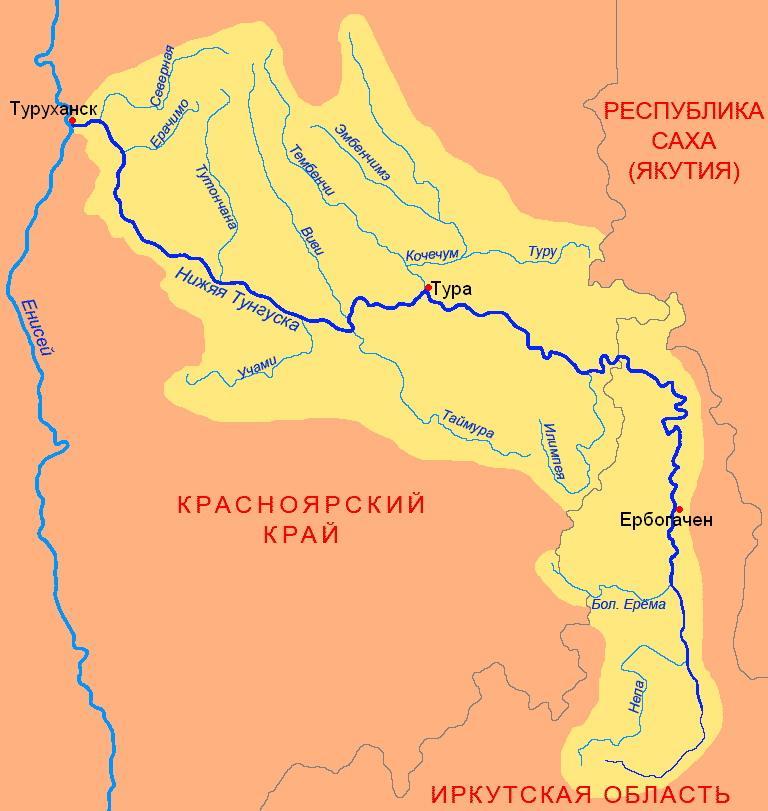
Бассейн реки Нижняя Тунгуска с притоком Северная вблизи устья.

Исток в одноимённом озере Северное на западе Среднесибирского плоскогорья. Река в верхней части имеет вид проток между тремя озёрами плато Путорана, бассейн включает также крупное озеро Эпекли и большое количество более мелких. Водосбор реки здесь ограничен бассейнами рек Курейка и Виви. Верхняя часть от истока в оз. Тымера течёт в горной долине с более низким правым и более высоким левым берегом. В нижнем течении принимает вид равнинной реки, впадает в Нижнюю Тунгуску в 63 км от её устья.
В среднем течении имеет два порога. Северный или Большой порог находится в 115 км (примерно) от устья реки. Снизу считается непроходимым. Представляет серьезную опасность при сплаве. Второй порог — Косой или Островной. Кроме того в среднем и нижнем течении насчитывается немалое количество шивер и перекатов. В разное время года и при разном уровне воды так же представляющих интерес для сплава и требуют повышенного внимания для безопасности.
Питание смешанное — снеговое и дождевое, бассейн расположен в зоне вечной мерзлоты. Верхнее течение реки в лесотундровой климатической зоне и граничит с северным полярным кругом. Из-за удалённости редко посещается человеком, крупных населённых пунктов нет.